# Maria Potesil
Maria Potesil (1894 in Wien – 1984 ebenda) war eine österreichische Pflegemutter. Sie wurde im Jahr 1978 als Gerechte unter den Völkern ausgezeichnet.

## Leben
Potesil hatte ihren Ehemann im Ersten Weltkrieg verloren und lebte mit ihren zwei Kindern, Anna und Adolf, in Wien. Im Jahr 1927 wurde ihr vom Sozialamt der zweieinhalbjährige Kurt Martinetz, geboren 1924, als Pflegekind anvertraut. Dessen Mutter, eine Christin, war einen Monat nach seiner Geburt verstorben, sein Vater Berko Berkowitz war Jude. Die Stadt Wien blieb der gesetzliche Vormund des Buben. Kurt war kränklich und brauchte besondere Zuwendung und Pflege.
Nach der Annexion Österreichs 1938 traten die Nürnberger Rassengesetze auch in Österreich in Kraft, und die Stadt Wien stellte die Zahlung des Pflegegeldes ein. Maria Potesil wollte das Kind nicht aufgeben, verzichtete auf ihre tschechoslowakische Staatsbürgerschaft und nahm stattdessen die deutsche Staatsbürgerschaft an, um die Vormundschaft für Kurt zu bekommen.
Dies gelang ihr im Jahr 1939.
Sie unternahm auch alle möglichen Anstrengungen, um Kurt als Mischling ersten Grades klassifiziert zu bekommen. Doch die NS-Behörden lehnten ihre Anträge ab. Potesil kam öfter mit der Gestapo in Konflikt, wurde als „arisches Schwein“ beschimpft und einmal sogar von einem SS-Mann tätlich angegriffen. Sie richtete Gesuche an Behörden, um die Deportation ihres ehemaligen Pflegekindes zu verhindern.
1942 musste Kurt in ein Judenhaus in der Wiener Leopoldstadt übersiedeln. Potesil zog ebenfalls in den zweiten Bezirk, um ihrem Pflegesohn nahe zu sein. Kurt musste den Judenstern tragen, und auch Potesil durfte nur mehr in Geschäften einkaufen, die für Juden bestimmt waren. Von Passanten wurde sie belästigt, die davon ausgingen, dass es sich bei einer „Arierin“ mit einem jüdischen Kind nur um eine „Rasseschänderin“ handeln konnte. Während der Luftangriffe auf Wien war es Potesil verboten, gemeinsam mit ihrem Pflegesohn die Luftschutzkeller zu betreten.
Im September 1944 wurde Kurt in ein Sammellager in der Kleinen Sperlgasse 2a (eine ehemalige Schule, die nach der Annexion zuerst eine Judenschule wurde und schließlich ein Sammellager) transferiert und sollte nach Theresienstadt deportiert werden. Maria lief sechs Wochen lang von Behörde zu Behörde, schreckte auch vor Bestechung nicht zurück und konnte ihr Ziel erreichen. Ihr Pflegesohn wurde freigelassen. Danach versteckte sie ihn sofort in Wohnungen von Freundinnen und Bekannten. Sie fand auch einen Arzt, der ihn im jeweiligen Versteck betreute. Kurt Martinetz konnte bis zum Ende der NS-Herrschaft versteckt bleiben und überlebte.
Nach dem Krieg verlor Maria Potesil ihren Anspruch auf Witwenrente, weil sie auf die tschechische Staatsbürgerschaft verzichtet hatte. Als sie die ihr zustehenden Pflegegeldzahlungen für die Versorgung von Kurt in den Jahren 1938 bis 1945 einforderte, verweigerte die Stadt Wien die Zahlung.
Sie starb 1984; ihr Grab befindet sich auf dem Wiener Zentralfriedhof (Gruppe 89, Reihe 30, Nr. 7).

## Anerkennung
Maria Potesil wurde von Yad Vashem als Gerechte unter den Völkern ausgezeichnet. Die Verleihungszeremonie fand am 30. November 1978 in der Israelischen Botschaft in Wien statt.
Am 28. Februar 2012 beschloss der Wiener Gemeinderatsausschuss für Kultur und Wissenschaft, in der Seestadt Aspern eine Gasse nach Maria Potesil zu benennen.